# Codepoint
Als Codepoint wird im Zusammenhang mit Zeichensätzen (z. B. ASCII oder Unicode) der Zahlenwert eines Zeichens im Coderaum (englisch „code space“) bezeichnet. In Zeichensätzen werden abstrakte Zeichen (englisch „abstract characters“) mit Codepoints verbunden. Die Verbindung wird als kodiertes Zeichen (englisch „encoded character“) bezeichnet.
Ein Codepoint wird im Allgemeinen durch eine (positive) Ganzzahl repräsentiert. Der Coderaum ist die Menge aller Ganzzahlen, die ein gültiges Zeichen des Zeichensatzes beschreiben – in manchen Zeichensätzen gibt es Zahlenwerte (Bitfolgen), die keine Zeichenentsprechung besitzen und somit „ungültig“ sind.
Der Coderaum des ASCII-Zeichensatzes umfasst dezimal 0–127 (hexadezimal: 0–7F), der Coderaum des Unicode-Zeichensatzes umfasst dezimal 0–1114111 (hexadezimal: 0–10FFFF). Das Zeichen A (großes A des lateinischen Alphabets) hat in beiden Zeichensätzen den Codepoint dezimal 65 (hexadezimal: 41).
Die Liste der Unicodeblöcke zeigt die Zuordnungen für den Unicode-Zeichensatz.